# Вероника обнажённая
Вероника обнажённая (лат. Veronica denudata) — многолетнее травянистое растение, вид рода Вероника (Veronica) семейства Подорожниковые (Plantaginaceae).

## Распространение и экология
Кавказ: северо-западная часть Армении, Грузия (Триалетский и Аджаро-Имеретинский хребты до восточной части Аджарии); Турция: Восточно-Понтийские горы до Гюмюшане на западе.
Произрастает на низкотравных лугах, в альпийском поясе, на высоте 2000—3000 м над уровнем моря.

## Ботаническое описание
Растения сильно ветвистые, опушенные короткими и курчавыми волосками. Стебли распростёртые или приподнимающиеся, плодущие побеги густо облиственные.
Листья продолговато-ланцетные или ланцетные, длиной 10—14 мм, шириной 2—4 мм, с очень короткими черешками или сидячие, по краю с несколькими зубцами или цельнокрайные с завернутым краем.
Соцветия конечные и в пазухах верхних листьев, короткие, довольно густые. Прицветники продолговато-яйцевидные, железисто-ресничатые, в полтора-два раза короче тонких цветоножек, дуговидно изогнутых и отклонённых при плодах. Доли чашечки неравные, продолговато-эллиптические.
Коробочка обратно-сердцевидная или почковидная, с шириной, превышающей длину, у основания округлая.

## Таксономия
Вид Вероника обнажённая входит в род Вероника (Veronica) семейства Подорожниковые (Plantaginaceae) порядка Ясноткоцветные (Lamiales).
|  |                                      |  |                                                             |                                                             |                          |  | ещё 21 семейство (согласно Системе APG II) | ещё 21 семейство (согласно Системе APG II) |                         |  |  |  | ещё от 300 до 500 видов |
|  |                                      |  |                                                             |                                                             |                          |  | ещё 21 семейство (согласно Системе APG II) | ещё 21 семейство (согласно Системе APG II) |                         |  |  |  | ещё от 300 до 500 видов |
|  |                                      |  |                                                             | порядок Ясноткоцветные                                      |                          |  |                                            |                                            | род Вероника            |  |  |  |                         |
|  |                                      |  |                                                             | порядок Ясноткоцветные                                      |                          |  |                                            |                                            | род Вероника            |  |  |  |                         |
|  | отдел Цветковые, или Покрытосеменные |  |                                                             |                                                             | семейство Подорожниковые |  |                                            |                                            | вид Вероника обнажённая |  |  |  |                         |
|  | отдел Цветковые, или Покрытосеменные |  |                                                             |                                                             | семейство Подорожниковые |  |                                            |                                            |                         |  |  |  |                         |
|  |                                      |  | ещё 44 порядка цветковых растений (согласно Системе APG II) | ещё 44 порядка цветковых растений (согласно Системе APG II) |                          |  |                                            | ещё 90 родов                               | ещё 90 родов            |  |  |  |                         |
|  |                                      |  |                                                             | ещё 44 порядка цветковых растений (согласно Системе APG II) |                          |  |                                            |                                            | ещё 90 родов            |  |  |  |                         |